# 灰姑娘的歌舞線上
《灰姑娘的歌舞線上》（英語：A Cinderella Story: If the Shoe Fits）為2016年美國青少年音樂電影，導演為Michelle Johnston，由索菲亞·卡森(Sofia Carson)，湯瑪斯·羅(Thomas Law) 以及 珍妮佛·提莉主演。本部電影為灰姑娘電影系列的第4部電影作品。本部電影在 2016年8月2日進行數位發行，並於2016年8月16日發行 DVD。在2016年11月27日在美國Freeform頻道上映，並取得111萬收視。並於2017年1月16日在 美國迪士尼頻道 上映，並取得213萬收視。

## 劇情大要
索菲亞·卡森飾演泰莎(Tessa)，一位與邪惡繼母(珍妮佛·提莉飾演) 以及繼姊(Amy Louise Wilson, Jazzara Jaslyn) 住在一起的青少女。泰莎在灰姑娘戲劇的徵選中參與工作人員，最終，泰莎發現她真正想要的是扮演灰姑娘，但是泰莎打算偽裝去參加徵選，而她的繼母與繼姊並沒有發現。

## 角色
- Sofia Carson 飾演 Tessa / Bella
- Thomas Law 飾演 Reed West
- Amy Louise Wilson 飾演 Athena
- Jazzara Jaslyn 飾演 Olympia
- Jennifer Tilly 飾演 Divine
- Nicole Fortuin 飾演 Georgie
- Chloe Perling 飾演 Janet
- Ally White 飾演 Bianca
- David Ury 飾演 Freddie Marks
- Ashley De Lange 飾演 Harper Halston
- Carlo McFarlane 飾演 Gino
- Sven Ruygrok 飾演 Eddie
- Ambrose Uren 飾演 Brendon

## 外部連結
- 互联网电影数据库（IMDb）上《灰姑娘的歌舞線上》的资料（英文）